# Dinga (Kenge)
Pour les articles homonymes, voir Dinga (homonymie).
Dinga est une localité chef-lieu de secteur du territoire de Kenge dans la province du Kwango en République démocratique du Congo.

## Géographie
La localité est située à 43 km au nord de Popokabaka en rive droite dans la vallée de la rivière Kwango.

## Administration
Le secteur de Dinga est constitué de 11 groupements : Dinga, Kanimbu, Kasinzi, Kasongo Dinga, Kasongo Yunbu, Malambo, Mazembele, Mbinda Dinga, Mboso Muanga, Mbumi Kambemba, Mukukulu.

## Société
La localité est le siège de la paroisse catholique Saint-François-Xavier de Dinga, fondée par les jésuites en 1938, elle est rattachée à la doyenné de Kasinzi du diocèse de Popokabaka.